# Hydractinia misakinensis
Hydractinia misakinensis är en nässeldjursart som först beskrevs av Iwasa 1934.  Hydractinia misakinensis ingår i släktet Hydractinia och familjen Hydractiniidae. Inga underarter finns listade i Catalogue of Life.